# گالینا اونپرینکو
گالینا اونپرینکو (روسی: Галина Викторовна Оноприенко؛ زادهٔ ۲ فوریهٔ ۱۹۶۳) بازیکن هندبال اهل تیم متحد در بازی‌های المپیک است.